# 뜨개질

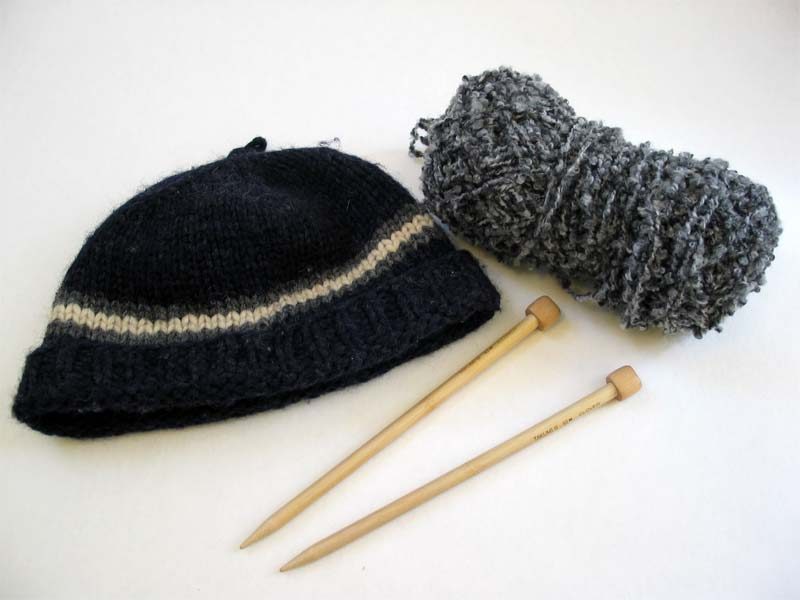
뜨개질로 짠 모자

뜨개질은 실로 옷감이나 직물을 만드는 방법으로, 편물(編物)이라고도 한다. 또한 만들어진 옷감을 편물(뜨갯것)이라고 부르기도 한다. 뜨개질로 뜬 직물은 바늘땀(코)이라 부르는 연이은 고리로 구성된다. 뜨개질은 손으로 뜰 수도 있고, 편물 기계로 짤 수도 있다. 손뜨개질에는 다양한 방식이 있으며, 특히 여성들에에 인기가 높다.

## 특징
편물은 구성 단위가 코이므로 실의 움직임이 자유로워 직물에 비해 신축성이 크고 구김이 잘 생기지 않는다. 따라서 활동하기에 편리하며, 세탁 후 다림질을 하지 않아도 되므로 관리하기가 쉽다. 또한 함기량이 많아서 가볍고 따뜻하며, 통기성과 투습성이 좋아 위생적이다. 편물은 풀어서 다시 뜰 수 있고, 필요에 따라 크기 조절과 용도 변경을 할 수 있는 반면 한 부분이 손상되면 연속적으로 코가 풀리기 쉬운 단점이 있다.

## 재료
뜨개실은 굵기에 따라 극세사·세사·준세사·중사·준태사·태사·극태사 등으로 구분된다. 실을 선택할 때에는 뜨개질을 하는 동안 재료에 장력이 주어지므로 강도와 탄력성이 큰 것을 고른다. 또, 떠 놓은 평면이 고르게 되도록 굴곡성이 좋아야 하며, 유연성을 보존하기 위해 실의 꼬임은 약한 편이 좋다. 실은 평평한 것보다 둥근 것이 좋고, 꼬임과 굵기가 일정하고, 일광에 강하며, 얼룩이 없고, 방충과 방축 가공이 된 것이 좋다. 뜨개실은 아래과 같은 다양한 재료들이 쓰인다.

#### 면사
면사(綿絲)는 여름철 레이스용으로 많이 쓰이는데, 흡수성이 좋고 세탁에 강하다.

#### 모사
모사(毛絲)는 촉감이 좋고 가벼우며 보온성과 신축성이 커서 뜨개질에 가장 적합하다. 
하지만 값이 비싸고 물하고 염기·마찰에 약하며 축융성이 있고 해충의 피해가 크다.

#### 아세테이트사
아세테이트사(acetate絲)는 주로 코바늘뜨기에 쓰이는데, 강도가 약한 편이다.

#### 폴리프로필렌사·아크릴사
폴르프로필렌사(polyprofillen絲)와 아크릴사(acryl絲)는 강도가 크고 줄지 않으며 가격이 싼 반면 대전성이 있고 보풀이 잘 생긴다.

#### 금사·은사
금사(金絲)와 은사(銀絲)는 주로 장식하는 데 이용된다.

#### 면·아크릴 혼방사
면·아크릴 혼방사(-混紡絲)는 면사와 아크릴사의 장점을 절충한 것으로, 흡습성과 내구성이 있다.

#### 모·나일론 혼방사
모·나일론 혼방사(-混紡絲)는 모사와 나일론사의 단점을 보완한 것으로, 보온성이 있고 강도가 큰 편이며 값이 싸서 실용적이다.

## 용구
손뜨개질에 사용되는 용구로는 대바늘과 코바늘, 가위·돗바늘·솔·물레·다리미 등이 있다.

#### 대바늘
대바늘뜨기에 사용되는 바늘은 대나무·플라스틱·경금속 등으로 만들며, 모양과 크기에 따라 그 쓰임이 약간씩 달라진다. 
양 끝이 뾰족하게 다듬어진 네 개 세트는 원통뜨기나 콧수가 작은 평면뜨기에 사용하고, 한쪽 끝에 둥근 모양의 캡이 달린 두 개 세트는 평면뜨기에만 사용할 수 있다. 그리고, 양 끝의 모양은 대바늘과 같으나, 중간 부분이 가늘고 긴 끈으로 되어 잇는 둘레 바늘은 원통뜨기에 이용된다. 
대바늘의 굵기는 이전에는 호수로 표시하였으나 근래에는 바늘 단면의 지름을 mm로 나타내며, 2 ~ 12mm까지의 것이 있다.

#### 코바늘
바늘 끝에 갈고리 모양의 귀가 달려 있어서 귀바늘이라고도 하는데, 갈고리가 한쪽에만 달린 것과 크기가 다른 갈고리가 양쪽에 달린 것이 있다. 코바늘의 굵기는 갈고리의 크기에 따라 호수로 표시한다. 모사용 코바늘은 1호에서 8호까지 구분되며, 호수가 클수록 바늘이 굵어진다. 이에 비해 레이스용 코바늘은 0호에서 12호까지 있는데, 호수가 클수록 바늘이 두꺼워진다.

#### 레이스 바늘
금속제로서 레이스를 뜰 때 사용한다. 
0호부터 12호까지 있는데, 호수가 커질수록 두꺼워진다.

#### 아프간 바늘
아프간뜨기에 사용하는 것으로, 바늘 한 끝에 코바늘과 같은 갈고리가 달려 있다. 
1호부터 12호까지 있으며 호수가 클수록 굵다.

#### 돗바늘
편물의 솔기를 꿰매거나 끝처리에 사용하는 굵은 바늘로, 구멍이 세로로 큼직하게 뚫려 있어 털실을 꿰기에 편리하다.

## 편물뜨기

#### 게이지
작품을 원하는 크기로 정확하게 만들기 위해서는 견본뜨기를 하여 필요한 콧수와 단수를 알아 내야 한다. 보통 시험뜨기를 하여 게이지를 낼 때에는 사방 15 ~ 20cm의 견본을 떠서 자연스러운 상태로 평평하게 놓은 후 사방 10cm의 콧수와 단수를 센다. 게이지가 소수로 나올 때는 전체의 콧수와 단수를 계산한 후에 소수점 이하의 것을 떼어 내거나 반올림한다.

#### 대바늘뜨기
겉뜨기와 안뜨기를 한 단마다 번갈아 되풀이하는 메리야스뜨기가 기본이다. 대바늘 두 개로 왕복하면서 뜨면 평면으로 떠지고, 대바늘 네 개 또는 둘레바늘 한 개로 시작한 코와 끝 코를 연결하여 둥글게 돌아가면서 뜨면 원통형으로 떠진다. 기본뜨기에는 겉뜨기와 안뜨기가 있다. 이것을 차례로 한 단씩 섞어 뜬 것을 가터뜨기라 하고, 1-3코 정도 섞어 뜬 것을 고무뜨기라 한다. 안뜨기와 겉뜨기의 배열 방법에 따라 여러 가지 무늬가 생기게 된다.

#### 코바늘뜨기
코바늘 한 개를 사용하여 하나의 코만으로 계속 연결해 떠 나간다. 코바늘은 오른손으로 바늘귀에서 5cm 정도 떨어진 곳을 잡고 가운뎃손가락으로 가볍게 받쳐 준다. 그리고, 실은 왼손 새끼손가락에 한 번 감고 집게손가락에 걸친 후, 엄지손가락과 가운뎃손가락으로 잡는다. 레이스실을 사용하여 뜨는 것을 레이스뜨기라 하고, 털실로 뜨는 것을 코바늘뜨기라고 한다.의복과 실내 장식품 등에 이용하며 털실을 사용하는 경우 대바늘뜨기보다 약간 두껍고 신축성이 적다. 코바늘뜨기의 기법에는 가장 기본이 되는 사슬뜨기를 비롯하여 짧은뜨기·중간긴뜨기·긴뜨기·한길 긴뜨기 등이 있다. 처음의 사슬뜨기를 고르고 균형있게 해야 무늬가 고르고 예쁘다. 코바늘뜨기의 게이지는 무늬 단위로 계산한다.

## 같이 보기
- 바느질
- 십자수
- 퀼트